# Będziński
Będziński là một huyện thuộc tỉnh Śląskie của Ba Lan. Huyện có diện tích 364 km². Đến ngày 1 tháng 1 năm 2011, dân số của huyện là 150912 người và mật độ 414 người/km².